# Mahuva
Mahuva o Mahuwa (Mhowa o Mowa) és una ciutat i municipi del districte de Bhavnagar al Gujarat (a les coordenades 21° 05′ 15″ N, 71° 48′ 45″ E / 21.08750°N,71.81250°E) en una badia que porta el seu nom i prop del riu Malan. La població actual és de 74.620.
El seu nom antic fou Moherak. Fou un port important de l'estat de Bhaunagar al Kathiawar (a uns 88 km al sud-oest de Bhaunagar), amb una població l'any 1872 de 13.457 habitants, en el 1881 de 13.704 (dos terços hindús) i en el 1901 de 17.549, amb un fort a uns 3 km de la boca de la badia el costat oriental del qual estava format per una illa coneguda com a Jegri o Jigi bluff, amb dos esculls que s'estenien 1,5 km al nord dels quals l'aigua era fonda. La ciutat era gran i tenia entre altres coses un temple.
A la vora, però, hi havia una maresma que s'estenia per uns quants km cap al nord-est; enfront de la maresma unes illes de 18 metres formaven una línia entre la badia i l'anomenat Kutpur bluff, a 20 km de Jegri. A l'illa Jegri hi ha un far de 30 metres d'alt que es pot veure a 25 km.